# Berlin-Frohnau
Frohnau is een stadsdeel van de Duitse hoofdstad Berlijn en behoort tot het noordwestelijke district (Verwaltungsbezirk) Reinickendorf. 

## Ligging
Frohnau is het noordelijkste deel van het district. In het zuidwesten grenst het aan Heiligensee, in het zuiden aan Tegle en in het zuidoosten aan Hermsdorf. Verder is het omgeven door de Brandenburgse gemeenten Hohen Neuendorf, Glienicke/Nordbahn en Mühlenbecker Land. 

## Geschiedenis
Het gebied wat nu Frohnau is was lange tijd onbebouwd. De Opper-Silezische vorst Guido Henckel von Donnersmarck realiseerde een villa- en landhuisnederzetting in het platteland vanaf 1908. De nieuwe wijk kreeg de naam Gartenstadt Frohnau, die in 1910 ingehuldigd werd. Er woonden toen 220 mensen. Frohnau behoorde eerst tot het Gutsbezirk Stolpe en werd in 1910 zelf een Gutsbezirk. In 1920 werd het gebied opgenomen in Groot-Berlijn. Tijdens de tijd van de Berlijnse Muur was Frohnau slechts in het zuiden vanuit drie straten bereikbaar. 

## Verkeer
Het treinstation Frohnau wordt bediend door de S-Bahn-lijnen S1 en S85. 

## Sport
Frohnauer SC is de plaatselijke voetbalclub. De club speelde van 1950 tot 1953 in de Amateurliga, wat toen de tweede hoogste klasse was. In 1989/90 speelde de club ook nog één seizoen in de Oberliga, wat toen de derde klasse was. De club zakte daarna weg naar lagere reeksen en speelde al vaak in de Berlin-Liga. 
Borsigwalde |
Frohnau |
Heiligensee |
Hermsdorf |
Konradshöhe |
Lübars |
Märkisches Viertel |
Reinickendorf |
Tegel |
Waidmannslust |
Wittenau